# Pangasinanci
Pangasinán ili Pangasinanci je naziv za osmu po veličini etničku skupinu na Filipinima. Za njih se ponekad koristi izraz Panggalatok, ali ga Pangasinanci smatraju uvredljivim, a sebe nazivaju Totoon Pangasinan.
Pangasinanaca ima oko 1,8 milijuna i predstavljaju jedan od najstarijih naroda u tom dijelu svijeta. Smatra se kako su njihovi preci, koji su govorili jednim od jezika iz austronezijske jezične porodice, emigrirali s azijskog kopna na Filipine za vrijeme posljednjeg ledenog doba.
Danas uglavnom žive u provinciji Pangasinán na otoku Luzónu, kojoj su i dali ime, te u susjednim provincijama Zambales i La Unión.
Prve zapise o Pangasinancima je donio arapski putopisac Ibn Batuta, koji ih je opisao kao matrijarhalno društvo gdje vlast imaju žene.
Danas se Pangasinanci uglavnom bave zemljoradnjom, a po vjeri su kršćani.
Kroz filipinsku povijest bili su uglavnom ignoriran narod, sve do godine 1992. kada je za predsjednika izabran Fidel Ramos, političar pangasinanskog porijekla.

## Vanjske poveznice
- Pangasinan Language